# Последний из племени
«Последний из племени» (англ. The Last of His Tribe) — телевизионный фильм режиссёра Гарри Хука с Грэмом Грином и Джоном Войтом в главных ролях. Картина основана на истории индейца Иши, который считается последним представителем племени яхи, южной ветви народности яна. Фильм был тепло принят коренными американцами, которые даже вручили создателям «Последнего из племени» традиционные одеяла в благодарность. Дэвид Аршамбо, президент Фонда американских индейцев, сказал, — «важно, что люди, которые сняли этот фильм, хотели помочь другим понять события прошлого, которые позволили уничтожить целое племя».

## Сюжет
Американцы обнаруживают индейца, и вскоре выясняется, что он принадлежит к племени яхи, которое считалось вымершим. Иши отправляется жить к антропологу Альфреду Крёберу, который занимается изучением культуры яхов и в то же время помогает индейцу освоиться в американском обществе.

## В ролях
| Актёр               | Роль                      |
| ------------------- | ------------------------- |
| Грэм Грин           | Иши                       |
| Джон Войт           | Альфред Крёбер            |
| Дэвид Огден Стайерс | доктор Сакстон Поуп       |
| Джек Блессинг       | Том Уотермен              |
| Энн Арчер           | Генриетта Крёбер          |
| Дэниэл Бензали      | мистер Уитни              |
| Чарльз Мартине      | ассистент директора музея |

## Награды и номинации
| Награды и номинации | Награды и номинации | Награды и номинации                             | Награды и номинации | Награды и номинации |
| Награда             | Год                 | Категория                                       | Номинант(ы)         | Итог                |
| ------------------- | ------------------- | ----------------------------------------------- | ------------------- | ------------------- |
| Золотой глобус      | 1993                | Лучшая мужская роль — мини-сериал или телефильм | Джон Войт           | Номинация           |
| CableACE Award      | 1993                | Лучший актёр в фильме или мини-сериале          | Джон Войт           | Победа              |
| CableACE Award      | 1993                | Лучшая операторская работа                      | Мартин Фюрер        | Победа              |
| CableACE Award      | 1993                | Лучший дизайн костюмов                          | Джилл М. Оханнесон  | Номинация           |
| CableACE Award      | 1993                | Лучший макияж                                   | Дэвид Азерон        | Номинация           |